# Atanasio III di Alessandria (calcedoniano)
Atanasio III (XIII secolo – Creta, 1316), è stato papa e patriarca greco-ortodosso di Alessandria e di tutta l'Africa tra il 1276 e il 1316.
Era un monaco del Monte Sinai.
Si rifugiò a Costantinopoli dalle persecuzioni degli arabi. Nel 1275 fu presente all'intronizzazione del patriarca di Costantinopoli Giovanni XI Bekkos, senza voler acconsentire alla riunione delle Chiese greco-ortodossa e latina, di cui era frutto l'intronizzazione. Si occupò della problematica dell'unione con la Chiesa di Roma durante il regno di Michele Paleologo e del suo successore Andronico II Paleologo che convocò nel 1283 un sinodo a Costantinopoli, presieduto da Atanasio, per condannare l'unione sancita dal Concilio di Lione e deporre Bekkos. Secondo una cronaca cattolica, la condotta tenuta nell'assemblea fu "di un politico che non voleva dichiararsi" e avrebbe evitato di prendere parte alle controversie sulla processione dello Spirito Santo. Secondo un resoconto, nel 1308 l'imperatore, scontento per altri motivi, lo avrebbe cacciato da Costantinopoli e costretto a peregrinare in Grecia fino a ritornare alla sua Chiesa. Secondo un altro resoconto, lo stato drammatico in cui versava la Chiesa di Costantinopoli - anche a causa delle invasioni arabe - lo costrinse a rimanere in un monastero sinaitico a Creta, dove morì.